# Shelok Dolma
Shelok Dolma (parfois nommée Xi, Luozhuoma, née le 24 octobre 1987 dans l'arrondissement de Nyingchi de l'ex-préfecture de Linzhi dans la région autonome du Tibet) est une lutteuse tibétaine. Elle a été en 2011 championne du monde des moins de 67 kg.

## Carrière
Shelok Dolma est née dans une famille humble de Nyingchi. Elle a commencé la lutte comme junior. Son club est l'Association de Lutte du Tibet, et son entraîneur est Xu Kuiyuan (nom tibétain : Dorjé). Elle est étudiante et mesure 1,69 m. Compte tenu de ses résultats au niveau national, elle a été sélectionnée en 2010 pour faire partie de l'équipe nationale chinoise dames.
En 2011 elle a pris part au championnat du monde d'Istamboul dans la catégorie des moins de 67 kg. C'était sa première participation à une compétition internationale. À Istamboul elle a disposé d'Adeline Gray, USA, a vaincu aux points la détentrice du titre Martine Dugrenier (Canada), en 2:0 rondes par un score de 4:2, Burcu Orskaya (Turquie) ; elle a battu en finale Bandzragtchiin Oyuunsüren (Mongolie), en 2:0 rondes sur un score de 2:0. Elle est ainsi devenue championne du monde dès sa première participation.
En 2012 elle s'est entraînée dans la catégorie immédiatement inférieure (celle des « moins de 63 kg »), qui est une catégorie reconnue aux Jeux Olympiques (celle des « moins de 67 kg » ne l'est pas). Elle a été éliminée par Jing Ruixue aux qualifications nationales de Chine pour les premières épreuves à Londres ; mais au mois de septembre 2012 elle se qualifiait aux Championnats du monde féminin, dans le Comté de Strathcona (Canada). Dans la catégorie des moins de 63 kg, elle a vaincu Anastasia Bratchikova (Russie), Aline Focken (Allemagne) et Hanna Beliaïeva (Azerbaïdjan). En demi-finale elle s'est inclinée contre Elena Pirochkova des États-Unis, mais lors de la petite finale a vaincu la Japonaise Kayoke Kudo obtenant ainsi la médaille de bronze des championnats du monde.
En mai 2015, elle a remporté la médaille d'or lors des Championnats d'Asie à l’Aspire Dome de Doha, Qatar. 

## Source
- Revue (de) Der Ringer

1. ↑  (en) Phuntsok Yangchen, Tibetan girl wins gold for China in Asian Wrestling Championships, Phayul.com, 15 mai 2015